# Hyposmocoma kapakai
Hyposmocoma kapakai — вид молі ендемічного гавайського роду Hyposmocoma .

## Поширення
Мешкає на південно-східному березі острова Оаху.

## Опис
Розмах крил 10,9-13,2 мм. Личинки живуть у прибережній смузі, на рівні моря.